# Monumento alla neutralità
Il Monumento alla neutralità (in turkmeno: Bitaraplyk arkasy) fu un monumento situato a Ashgabat, Turkmenistan.

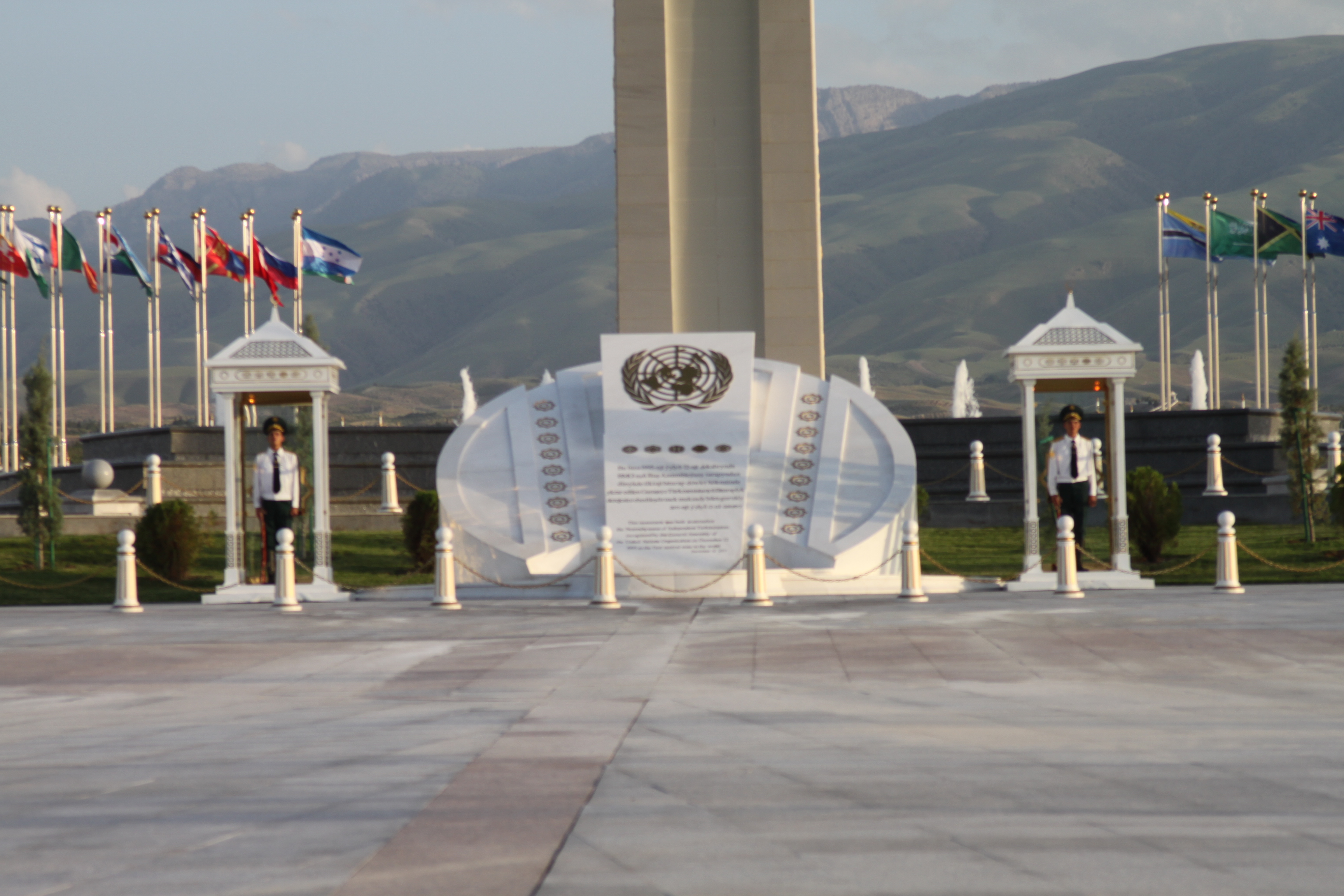
Il monumento alla neutralità nel primo decennio del 2000

Il manufatto era costituito da un arco moderno a tre gambe, che divenne noto localmente come "il tripode", alto 75 metri. Fu costruito nel 1998 su ordine del presidente del Turkmenistan Saparmurat Niyazov per commemorare la posizione ufficiale di neutralità del paese. Costato 12 milioni di dollari, il monumento era sormontato da una statua alta 12 metri di Niyazov, placcata d'oro e che ruotava per mantenere sempre il volto rivolto al sole; la statua di notte era illuminata.
L'arco, caratterizzato da una piattaforma di osservazione panoramica e situato nel centro di Ashgabat, ne dominava lo skyline, essendo più alto del vicino Palazzo Presidenziale.
Il nuovo presidente del Turkmenistan Gurbanguly Berdimuhamedow nel 2010 distrusse il monumento nel tentativo di contrastare il culto della personalità del suo predecessore.